# Guide Me Home
Guide Me Home è un singolo del 1989 di Freddie Mercury e Montserrat Caballé, proveniente dall'album Barcelona. Il singolo è il quarto ed ultimo estratto dall'album Barcelona ed è stato pubblicato come singolo promozionale esclusivamente in Giappone.
Sesta traccia dell'album Barcelona, con i suoi 2 minuti e 49 secondi è il brano più corto dell'album.
Esistono due demo del brano, una alternativa strumentale e una in versione orchestrata, quest'ultima inclusa nella riedizione del 2012 dell'album Barcelona.

## Tracce
1. Guide Me Home – 2:49